# Гай (Дубенский район)
Гай (укр. Гай) — село в Козинской сельской общине Дубенского района Ровненской области Украины.
До 2020 года входило в Радивиловский район.
Население по переписи 2001 года составляло 75 человек. Почтовый индекс — 35533. Телефонный код — 3633. Код КОАТУУ — 5625887302.